# 26169 Ishikawakiyoshi
26169 Ishikawakiyoshi este un asteroid din centura principală de asteroizi.

## Descriere
26169 Ishikawakiyoshi este un asteroid din centura principală de asteroizi. A fost descoperit pe 21 decembrie 1995 la Ōizumi de Takao Kobayashi. Asteroidul prezintă o orbită caracterizată de o semiaxă mare de 2,27 ua, o excentricitate de 0,07 și o înclinație de 5,7° în raport cu ecliptica.